# Unitas (Zeitschrift)
Unitas, Untertitel Zeitschrift des Verbandes der Wissenschaftlichen Katholischen Studentenvereine Unitas, ist die Verbandszeitschrift des Verbandes der Wissenschaftlichen Katholischen Studentenvereine Unitas (Unitas-Verband, UV), des ältesten katholischen Studenten- und Akademikerverbands Deutschlands.
Als Vorgänger erschien von 1874 bis Jahrgang 59/1900 der Titel Korrespondenz-Blatt des Wissenschaftlichen Katholischen Studenten-Vereins Unitas an den Hochschulen zu Bonn, Münster, Würzburg, Freiburg i.B., Strassburg i.E., Marburg, München. Im Dritten Reich wurde der Titel mit Jahrgang 77.1937/38 vorläufig eingestellt und erschien ab 92.1952 wieder. Als Beilage war zwischenzeitlich u. a. der Teil Schwarzes Brett der Unitas enthalten.